# 人斬り龍馬
『人斬り龍馬』（ひときりりょうま）は、石川雅之による日本の漫画作品集。表題作である「人斬り龍馬」の他、主に幕末の動乱期を舞台とする中短編作品を集めている。2005年にリイド社から発行され、2012年には少年画報社から「新装版」が刊行されている。石川は、この作集に収録されている「神の棲む山」で、1999年にちばてつや賞準入選を果たしている。単行本の帯のキャッチコピーは「史実が真実を語るとは限らない」。

## あらすじ

### 人斬り龍馬
第一話『人斬りの名は』
第二話『闇の中の真実』
幕末の京。歴史の表に上がらない所で、幕吏が次から次へと暗殺される事件が発生していた。復讐に燃える新撰組や京都見廻組の捜査線上に上がったのは、あの坂本龍馬だった。勝者のみが紡ぎ続けた、歴史という名の金の糸。その裏で語られず、葬り去られた闇の真実を描き出す、瞠目の幕末異聞!

### 二本松少年隊
第一話『少年隊出陣』
第二話『大壇口の二勇士』
第三話『男達の証』
慶応4年（1868年）、会津飯盛山で白虎士中二番隊が自刃する1ヶ月前。陸奥二本松藩において12歳から17歳までの少年らで結成された二本松少年隊は、大壇口の防衛に出陣する。子供達を守らんとする大人達の願いも空しく、無邪気な彼らに襲い来るのは戦場の過酷な現実。その中で、一人の少年隊士と、自らの幼子に手をかけた悲しい過去を持つ長州藩士が、邂逅を果たす。

### とどかぬ刃
幕末の京で、人知れず尊皇攘夷派の暗殺に奔走する幕府の隠密、人呼んで人斬り五兵衛は、仮初の姿である卸問屋の伸吉として、大店の娘さよへの想いを募らせていた。自らが果たすべき職務と縁談を控えたさよとの許されない恋心との間で葛藤する五兵衛に対して下されたのは、さよの唯一の肉親である父、福屋新右衛門の暗殺であった。

### 神の棲む山
室町から戦国にかけてのある時代。とある山里に辿り着いた若い男が耳にしたのは、伝説の龍が住まう山の話。自分の人生に生きがいを見出せない男は、龍との戦いに活路を見出して山へと登る。そして、山頂の湖で目にしたのは、水浴びをする女の姿であった。